# Dobrzyń nad Wisłą
Dobrzyń nad Wisłą is een stad in het Poolse woiwodschap Koejavië-Pommeren, gelegen in de powiat Lipnowski. De oppervlakte bedraagt 5,49 km², het inwonertal 2302 (2005).